# 자유, 평등, 우애

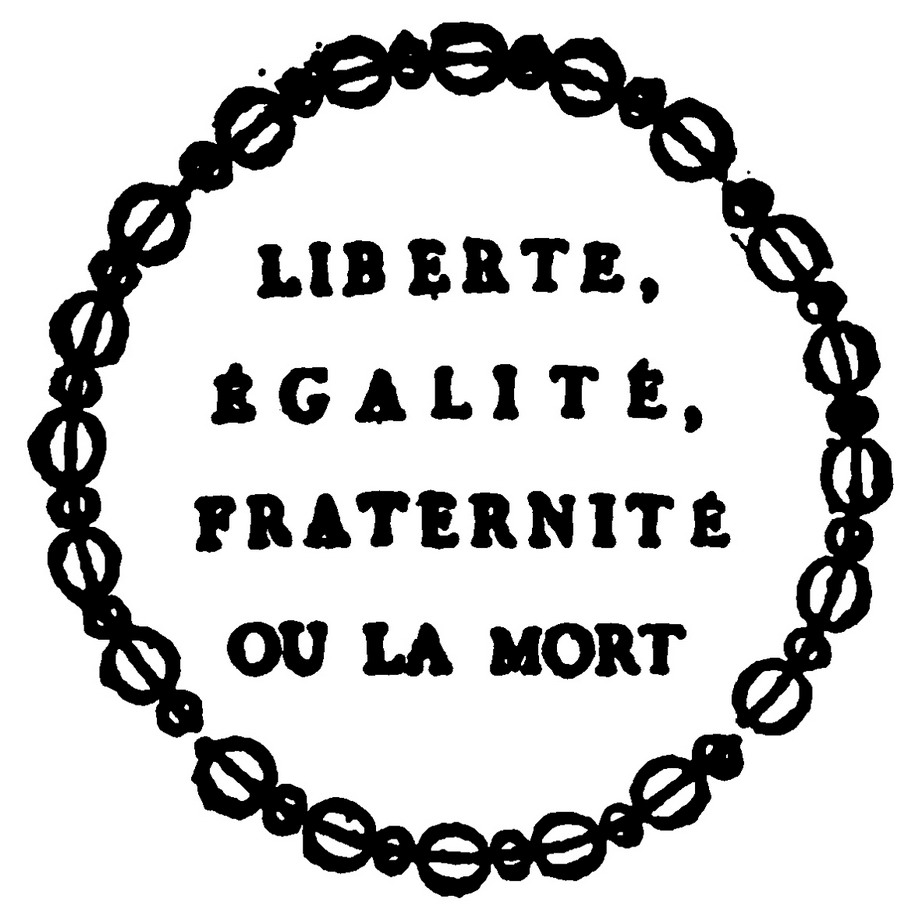
“자유, 평등, 연대가 아니면 죽음을”

자유, 평등, 우애(自由, 平等, 友愛, 프랑스어: Liberté, Égalité, Fraternité 리베르테, 에갈리테, 프라테르니테[li.bɛʁ.'te e.ɡa.li.'te fʁa.tɛʁ.ni.'te][*])는 프랑스와 아이티의 나라 표어이다. 프랑스 혁명 때부터 사용되기 시작한 것으로 알려져 있지만, 혁명기에는 여러 많은 구호들 중 하나일 뿐이었고 이 구호가 나라 표어로 굳어진 것은 19세기 말 제3공화국 때다.

## 의미 분석

### 자유
1789년 인간과 시민의 권리선언 제4조는 자유를 이렇게 정의하고 있다.
| “ | 자유는 타인에게 해롭지 않은 모든 것을 행할 수 있음이다. 그러므로 각자의 자연권의 행사는 사회의 다른 구성 원에게 같은 권리의 향유를 보장하는 이외의 제약을 갖지 아니한다. 그 제약은 법에 의해서만 규정될 수 있다. | ” |

1793년 권리선언에서는 다음과 같이 자유의 정의가 수정된다.
| “ | 자유는 타인에게 해롭지 않은 모든 것을 할 수 있는 속인적 권리이다. 그것은 자연을 원칙으로, 정의를 규칙으로, 법을 방벽으로 한다. | ” |

### 평등
평등은 법이 모든 인민에게 같고, 출생과 신분에 의한 차별은 폐지되며 모두가 그 자력에 따라 국고에 기여해야 함을 의미한다. 1789년 인간과 시민의 권리선언 제6조는 평등을 이렇게 정의하고 있다.
| “ | 모든 시민은 법 앞 에 평등하므로 그 능력에 따라서, 그리고 덕성과 재능에 의한 차별 이외에는 평등하게 공적인 위계, 지위, 직무 등에 취임할 수 있다. | ” |

1795년에 제정된 공화력 3년 헌법의 전문격인 1795년 인간과 시민의 권리와 의무선언에서는 다음과 같이 정의된다.
| “ | 평등이란, 보호를 제공함에 있어서도 처벌을 가함에 있어서도 법은 모든 인간에 대해 동일하다는 것이다. 출생에 의한 어떠한 차별도 권력의 어떠한 세습도 허용되지 아니한다. | ” |

로베스피에르에 따르면 평등은 조국과 공화국에 대한 사랑에서 비롯되는 것으로, 공화국은 극단적인 부의 편재를 허락하지 않기 때문이다. 공화국의 창시자로서 그에게 평등이란 세습을 폐지하고 각자가 일을 가지며 과세는 누진적인 것을 요구하는 것이었다. 즉 상퀼로트(노동계급)의 평등은 지롱드파(부르주아)의 평등과는 다른 것이었다. 한편 장자크 루소는 평등을 자유와 불가분한 것으로 보고 다음과 같이 정의했다.
| “ | 어떠한 시민도 다른 시민을 돈으로 살 수 있을 정도로 부자여서는 아니되며 어떠한 시민도 스스로를 판매하지 않을 수 없을 정도로 가난해서는 아니된다. | ” |

### 우애
우애는 평등과 함께 1795년 인간과 시민의 권리와 의무선언에서 다음과 같이 정의된다.
| “ | 자기가 바라지 않는 것은 남에게도 행하지 말고, 항상 자신이 원하는 선사(善事)를 남에게 베풀어야 한다. | ” |

우애란 자유와 평등의 실현과 유지를 위해 싸우는 모든 사람들에 대한 사랑을 의미한다. 철학자 폴 티보는 다음과 같이 말했다.
| “ | 자유와 평등이 권리로 받아들여질 수 있는 반면 우애는 사람들 각자가 다른 사람들에 대하여 부담하는 의무이다. 따라서 이것은 윤리적인 슬로건인 것이다. | ” |

즉 우애란 타인에 대한 무차별적인 사랑인 박애, 겸애, 자비 같은 것과는 다르게 볼 수도 있지만,오늘날 진화하여 사회,공동체에 대한 능동적인 봉사와 형제애적 연대를 의미한다.

## 같이 보기
- 형제애와 통일
- 삼민주의